# Toki Tori
Toki Tori — компьютерная игра в жанре платформер/головоломка, разработанная Two Tribes и изданная Capcom для платформы Game Boy Color. Гораздо позже вышел ремейк для множества современных платформ: Wii, PlayStation 3, в сервисе облачных вычислений Onlive, для персональных компьютеров под управлением Windows, Mac OS X и Linux, а также мобильных устройств под iOS и Android.

## Игровой процесс
Целью игры является сбор всех яиц на уровне. Для достижения этой цели игроку нужно использовать различные предметы будь то мост, телепорт или что-нибудь ещё. Стоит также избегать врагов или использовать их с помощью пушки-заморозки для решения задачи.

## Ремейки

### Windows Mobile версия
В 2003 году AIM Productions издала порт игры для мобильных телефонов под Windows Mobile с улучшенной графикой и незначительными изменениями в некоторых уровнях.

### Wii версия

Эволюция персонажа Toki Tori. Слева для Game Boy Color и Windows Mobile, справа для остальных платформ

Расширенный ремейк Toki Tori вышел для Nintendo Wii на сервисе WiiWare в 2008 году. В Европейском сервисе WiiWare игра появилась 20 мая 2008 года, и позже в Североамериканском, 2 июня 2008 года.

### iPhone версия
Версия для iPhone вышла в мае 2009, издана Chillingo. Введена новая система управления с помощью тач экрана, а также новые дополнительные уровни не доступные в версии для Wii.

### ПК версия
| Системные требования | Системные требования                              | Системные требования                              |
| -------------------- | ------------------------------------------------- | ------------------------------------------------- |
|                      | Рекомендации                                      |                                                   |
| Windows              |                                                   |                                                   |
| ОС                   | Windows XP/Vista/7                                | Windows XP/Vista/7                                |
| ЦПУ                  | Intel Pentium 4 / AMD Athlon XP 1,5 ГГц или новее | Intel Pentium 4 / AMD Athlon XP 1,5 ГГц или новее |
| Объём ОЗУ            | 1 Гб (Vista), 512 Мб (XP) или больше              | 1 Гб (Vista), 512 Мб (XP) или больше              |
| Место на диске       | 200 Мб свободного места на диске                  | 200 Мб свободного места на диске                  |
| Видеокарта           | с 128 Мб памяти, поддерживающая DirectX 9         | с 128 Мб памяти, поддерживающая DirectX 9         |
| Mac OS X             |                                                   |                                                   |
| ОС                   | Mac OS X Leopard                                  | Mac OS X Leopard                                  |

Версия для персональных компьютеров вышла на сервисе Steam в январе 2010. Включает те же дополнительные уровни, что и в версии для iPhone. Управление в игре можно осуществлять с помощью клавиатуры, мыши или геймпада. TwoTribes обещает выпускать периодические бонусные уровни, как бесплатное обновление через Steam, а также заявил, что появится редактор уровней для ПК версии.
В феврале 2010 года, количество бонусных уровней были выпущены эксклюзивно для ПК версии. Кроме того, эксклюзивно для ПК версии появилась новая функция: перемотка времени назад/вперед (Аналогичная в Braid), которая позволяет игроку отменить ошибку, не прибегая к повторному прохождению уровня.

### Android версия
Версия для Android вышла на Google Play 21 апреля 2011 года.

### PlayStation 3 версия
Версия для PlayStation 3 вышла 16 ноября 2011 года в сети PSN. В игре реализована поддержка контроллера PlayStation Move.

## Onlive версия
В сервисе облачных вычислений Onlive вышла 20 декабря 2011 года.

## Критика, награды и продажи
| Сводный рейтинг       | Сводный рейтинг                                        |
| Агрегатор             | Оценка                                                 |
| --------------------- | ------------------------------------------------------ |
| GameRankings          | 84,00 % (ПК) 81,65 % (GBC) 80,13 % (Wii) 75,00 % (PS3) |
| Metacritic            | 79/100 (Wii) 80/100 (ПК)                               |
| Иноязычные издания    |                                                        |
| Издание               | Оценка                                                 |
| GameSpot              | 7,5 (Wii)                                              |
| IGN                   | 9,0 (GBC) 8,0 (Wii)                                    |
| Русскоязычные издания |                                                        |
| Издание               | Оценка                                                 |
| «Игромания»           | 9,0                                                    |

Средний балл на Metacritic составляет 79 из 100 версии для Wii, основанный на 20 рецензиях, и 80 из 100 версии для ПК, основанный на 10 рецензиях.
Рецензент портала GameSpot в своём обзоре версии для игровой приставки Wii отмечает, что в игре присутствует симпатичная графика, простая схема управления, несколько уровней сложности и увлекательный игровой процесс для взрослых и детей.
Рецензент портала IGN оценил версию для Wii на 8 баллов из 10-ти. При этом отметил что игра имеет ряд недостатков, таких как наличие всего одного файла для сохранения, что делает невозможным одновременное прохождение её несколькими игроками, а также отсутствие системы рейтингов или наград за игровые достижения.

### Награды
- «Editor’s choise» от портала IGN[21]

### Продажи
Летом 2018 года, благодаря уязвимости в защите Steam Web API, стало известно, что точное количество пользователей сервиса Steam, которые играли в игру хотя бы один раз, составляет 352 195 человек.

## Сиквел
В октябре 2011 года Two Tribes объявил о создания продолжения Toki Tori. Выход игры состоялся 4 апреля 2013 года для платформ: Wii U, персональных компьютеров под управлением Windows и Mac OS X, и мобильных устройств под iOS.